# 諫早市立諫早中学校
諫早市立諫早中学校（いさはやしりつ いさはやちゅうがっこう、Isahaya City Isahaya Junior High School）は、長崎県諫早市西郷（にしごう）町にある公立中学校。略称「諫早中」（いさはやちゅう）、「諫中」（かんちゅう）。

## 概要
歴史
1947年（昭和22年）の学制改革（六・三制の実施）によって新制中学校として発足した。
校訓
「かしこく・やさしく・たくましく」
学校銘
「啐啄」（そったく）
校章
1947年（昭和22年）の開校の際に制定。当時在職していた美術教諭によってデザインされた。雪の結晶の絵を背景にして、中央に「中」の文字を置いている。
校歌
1951年（昭和26年）に制定。 作詞は清松明善、作曲は岡本俊明による。
校区
諫早市立諫早小学校・諫早市立上山小学校・諫早市立小栗小学校・諫早市立みはる台小学校校区。
東小路町、高城町、仲沖町、上町、栄町、八坂町、本町、東本町、旭町、厚生町、幸町、八天町、西郷町、新道町、立石町、上野町、野中町、船越町、原口町、西小路町、宇都町、小ヶ倉町、小川町、鷲崎町、川床町、平山町、土師野尾町、栗面町、小船越町の一部

## 沿革
- 1947年（昭和22年）
  - 4月1日 - 学制改革（六・三制の実施）が行われる。
    - 旧・諫早国民学校の高等科が改組され、諫早市立諫早小学校が発足。
    - 旧・諫早国民学校の高等科が改組され、「諫早市立諫早中学校」（新制中学校）が発足。当面の間、諫早小学校に併設される。

  - 5月 - 校章を制定。
- 1951年（昭和26年）1月 - 校歌を制定。
- 1953年（昭和28年）5月 - 校旗を制定。
- 1955年（昭和30年）3月 - 現在地に新校舎が完成し、移転を完了。小学校との併設を解消。
- 1957年（昭和32年）
  - 7月 - 本明川で大洪水が発生。
  - 10月 - 屋内運動場（体育館）が完成。
- 1958年（昭和33年）5月 - 同窓会からの寄贈で校門が完成。
- 1963年（昭和38年）4月1日 - 特殊学級を開設。
- 1966年（昭和41年）7月 - プールが完成。
- 1985年（昭和60年）3月 - 新校舎が完成。
- 1987年（昭和62年）11月 - 創立40周年を記念して学校銘「啐啄」の碑を設置。
- 1993年（平成5年）
  - 2月 - 校門を拡張。
  - 3月 - パソコン室を設置。
- 1998年（平成10年）9月 - 屋内運動場・屋内プールが完成。
- 2003年（平成15年）4月1日 - 女子の夏服を改定。

## アクセス
最寄りの鉄道駅
- 島原鉄道 島原鉄道線 「幸駅」

最寄りのバス停
- 長崎県営バス「農高前」

最寄りの道路
- 国道57号（島原街道）「小川町」交差点

## 周辺
- 諫早市立諫早幼稚園
- 諫早市立小栗小学校
- 長崎県立諫早農業高等学校
- 南諫早郵便局
- 本明川

## 著名な出身者
- 役所広司(俳優)
- 木原恵一（ものまねタレント）
- 松尾雄史 (歌手)

### スポーツ
- 梅崎司（サッカー選手：浦和レッズ）
- 内村航平（体操選手）※日本代表：ロンドン五輪金メダリスト
- 小林優香（競輪選手）
- 酒井泰滋（元バスケットボール選手）

#### バレーボール
- 岩永麻里江
- 宇田沙織（指導者：金沢学院大学附属中学校バレーボール部監督）※現姓：石坂

## 関連事項
- 長崎県中学校一覧